# Oberweis
Oberweis település Németországban, Rajna-vidék-Pfalz tartományban. Lakosainak száma 593 fő (2023. december 31.).

## Népesség
A település népességének változása:
| Lakosok száma | 547  | 568  | 572  | 565  | 547  | 588  | 593  |
|               | 1975 | 2014 | 2017 | 2019 | 2021 | 2022 | 2023 |